# Spry framework
Spry is een open source framework voor het ontwikkelen van software in Asynchronous JavaScript and XML. Het is ontwikkeld door Adobe, en wordt gebruikt voor Rich Internet Applications.
Het Spry-raamwerk bestaat globaal uit:
- Spry Effects - animatie-effecten
- Spry Data - data binden aan HTML-markup
- Spry Widget - het ontwerpen van widgets.